# The Bird People in China
The Bird People in China (中国の鳥人?, Chūgoku no chōjin, lett. "Gli uomini uccello cinesi") è un film del 1998, diretto da Takashi Miike.
Segnò una svolta nella carriera del regista giapponese, in quanto si tratta di un'opera estranea alle tematiche precedentemente affrontate, ed è considerato uno dei suoi film meno estremi.

## Trama
Wada è un agente di commercio giapponese che viene mandato in Cina dalla sua compagnia, con il compito di cercare una miniera di giada in uno sperduto villaggio. Una volta arrivato in Cina, Wada incontra Shen, la sua guida, e Ujiie, uno yakuza che lo ha seguito durante il viaggio, mandato dal suo clan per ottenere un debito. Si renderà presto conto che la Cina è un paese pieno di inetti e disabili.
Dopo molte peripezie, il trio arriva finalmente nel villaggio, e si imbatte in un gruppo di bambini che corre con delle ali applicate alle braccia. Shen spiega a Wada e a Ujiie che quello è il lascito di un'antica credenza popolare. I tre uomini conoscono così Yan, una giovane ragazza del luogo, che insegna a "volare" ai bambini e conosce un'antica canzone in lingua inglese.
A causa della perdita di memoria da parte di Shen, Wada e Ujiie sono costretti a rimanere nel villaggio. Wada tenta di decifrare la canzone cantata da Yan, mentre Ujiie si appassiona alle usanze del villaggio. Una volta tornata la memoria, Shen trova il modo di lasciare il villaggio. Ujiie, dopo un incubo in cui vede la propria morte violenta, impazzisce e decide di rimanere nel villaggio, per proteggere gli abitanti. Wada cerca inizialmente di fuggire, quindi d'accordo con Ujiie tenta di spiccare il volo, ma ovviamente i due falliscono.
Wada torna in Giappone, mentre Ujiie rimane nel villaggio e riesce finalmente a volare.

## Premi e riconoscimenti
- 1998 Hawaii International Film Festival (premio del pubblico)
- 1999 Mainichi Film Concours (miglior attore (Masahiro Motoki)), (miglior fotografia)
- 1999 Nikkan Sports Film Awards (miglior attore (Masahiro Motoki))